# كايزرزيش
كايزرزكس (بالألمانية: Kaisersesch) هي بلدة ألمانية تقع في ألمانيا في راينلند بالاتينات. يقدر عدد سكانها بـ 2,973 نسمة .